# Spiders (сингл System of a Down)
Spiders (англ. «Павуки») — це пісня гурту «System of a Down», яка була випущена окремим синглом у 1999 році, компанією American Recordings.

## Трек-лист
| #  | Назва     | Автор слів | Автор музики | Тривалість |
| -- | --------- | ---------- | ------------ | ---------- |
| 1. | «Spiders» | Танкян     | Малакян      | 3:35       |